# NCAA Football 10
NCAA Football 10 est un jeu vidéo de sport (football américain) édité par EA Sports, sorti en 2009 sur Xbox 360, PlayStation 3, PlayStation 2 et PlayStation Portable.